# Endopappus macrocarpus
 Endopappus macrocarpus  Sch.Bip., 1860 è una specie di piante angiosperme dicotiledoni della famiglia delle Asteraceae, sottofamiglia Asteroideae,  tribù Anthemideae  (Mediterranean clade) e sottotribù Glebionidinae.  Endopappus macrocarpus è anche l'unica specie del genere  Endopappus  Sch.Bip., 1860.

## Etimologia
Il nome generico (Endopappus) deriva da due parole greche: "endo" (= dentro, interno) e "pappus" (= calice variamente modificato che sormonta l'achenio).  L'epiteto specifico ( macrocarpus) significa "con grandi frutti".
Il nome scientifico della specie è stato definito dal botanico Carl Heinrich Schultz (1805-1867) nella pubblicazione " Bonplandia. Zeitschrift für die gesammte Botanik. Officielles Organ der K. L.-C. Akademie der Naturforscher. Herausgegeben von E. G. Seemann... Hannover, London, Paris" (  Bonplandia 8: 369) del 1860. Il nome scientifico del genere è stato definito nella stessa pubblicazione.

## Descrizione
Portamento. La specie di questa voce è erbacea con un ciclo biologico annuale. L'indumento è assente.
Fusto. La parte aerea in genere è eretta, semplice o ramosa. 
Foglie. Le foglie sono disposte in modo alterno ed hanno una lamina seghettata (o dentata) e sono del tipo due volte pennatosette. La forma varia da obovata a oblunga.
Infiorescenza. Le sinflorescenze sono formate da capolini solitari. Le infiorescenze vere e proprie sono composte da un capolino terminale peduncolato radiato. I capolini sono formati da un involucro, con forme da meniscoidi a emisferiche, composto da diverse brattee, al cui interno un ricettacolo fa da base ai fiori di due tipi: fiori del raggio e fiori del disco. Le brattee, piatte e a consistenza erbacea (ampiamente scariose chiare o scure sui margini), sono disposte in modo più o meno embricato su 3-4 serie. Il ricettacolo, da piatto a convesso, è sprovvisto di pagliette avvolgenti la base dei fiori.
Fiori.  I fiori sono tetra-ciclici (formati cioè da 4 verticilli: calice – corolla – androceo – gineceo) e pentameri (calice e corolla formati da 5 elementi). Si distinguono in:
- fiori del raggio (esterni): sono femminili, fertili e sono disposti su una serie; la forma è ligulata (zigomorfa); a volte possono mancare o essere sterili;
- fiori del disco (centrali): sono più numerosi con forme brevemente tubulose (attinomorfe); sono ermafroditi e fertili..

- Formula fiorale:

*/x K {\displaystyle \infty }, [C (5), A (5)], G 2 (infero), achenio
- Calice: i sepali del calice sono ridotti ad una coroncina di squame.

- Corolla:

- fiori del raggio: la forma della corolla alla base è più o meno tubulosa-imbutiforme, mentre all'apice è ligulata; la ligula può terminare con alcuni denti; il colore generalmente è bianco o giallo;
- fiori del disco: la forma è tubulare bruscamente divaricata in 5 lobi; i lobi, patenti o eretti, hanno una forma deltata o più o meno lanceolata; il colore è giallo.

- Androceo: l'androceo è formato da 5 stami (alternati ai lobi della corolla) sorretti da filamenti generalmente liberi; gli stami sono connati e formano un manicotto circondante lo stilo. Le antere, con un collare di filamenti a balaustra, possono essere sia di tipo basifissa che medifissa. Il tessuto endoteciale (rivestimento interno dell'antera) è quasi sempre non polarizzato. Il polline è sferico con un diametro medio di circa 25 micron;  è tricolporato (con tre aperture sia di tipo a fessura che tipo isodiametrica o poro) ed è echinato (con punte sporgenti).

- Gineceo: l'ovario è infero uniloculare formato da 2 carpelli. Lo stilo (il recettore del polline) è profondamente bifido (con due stigmi divergenti) e con le linee stigmatiche marginali separate o contigue. I due bracci dello stilo hanno una forma troncata e possono essere papillosi o ricoperti da ciuffi di peli.

Frutti. I frutti sono degli acheni con pappo. La forma è dorsoventralmente piatta con tre angoli e delle coste laterali L'apice è arrotondato marginalmente o con una piccola corona rigida. Il pericarpo è provvisto di cellule mucillaginifere, ma privo di sacche di resina.

## Biologia
Impollinazione: tramite insetti (impollinazione entomogama tramite farfalle diurne e notturne).

Riproduzione: la fecondazione avviene fondamentalmente tramite l'impollinazione dei fiori.

Dispersione: i semi cadono a terra e vengono dispersi soprattutto da insetti come formiche (disseminazione mirmecoria). Un altro tipo di dispersione è zoocoria: gli uncini delle brattee dell'involucro (se presenti) si agganciano ai peli degli animali di passaggio che portano così i semi anche su lunghe distanze. Inoltre per merito del pappo (se presente) il vento può trasportare i semi anche per alcuni chilometri (disseminazione anemocora).

## Distribuzione e habitat
La specie di questa voce è distribuita in Africa mediterranea occidentale.

## Sistematica
La famiglia di appartenenza di questa voce (Asteraceae o Compositae, nomen conservandum) probabilmente originaria del Sud America, è la più numerosa del mondo vegetale, comprende oltre 23.000 specie distribuite su 1.535 generi, oppure 22.750 specie e 1.530 generi secondo altre fonti (una delle checklist più aggiornata elenca fino a 1.679 generi). La famiglia attualmente (2021) è divisa in 16 sottofamiglie; la sottofamiglia Asteroideae è una di queste e rappresenta l'evoluzione più recente di tutta la famiglia.

### Filogenesi
Il gruppo di questa voce è descritto nella tribù Anthemideae, una delle 21 tribù della sottofamiglia Asteroideae). In base alle ultime ricerche nella tribù sono stati individuati (provvisoriamente) 4 principali lignaggi (o cladi): "Southern hemisphere grade", "Asian-southern African grade", "Eurasian grade" e "Mediterranean clade". Il genere  Endopappus (insieme alla sottotribù Glebionidinae) è incluso nel Mediterranean clade..
Questo genere, insieme ai generi Nivellea e Otoglyphis (tutti a ciclo biologico annuale), è stato incluso solo recentemente nella sottotribù in base a riscontri filogenetici e si contrappone al gruppo di generi (Argyranthemum, Glebionis, Heteranthemis e Ismelia) caratterizzati da acheni dimorfi.
I caratteri distintivi della specie  Endopappus macrocarpus sono:
- le piante sono glabre;
- l'apice degli acheni ha una corona rigida;
- gli acheni sono trigoni (con 3 angoli costoluti).

Il numero cromosomico della specie è: 2n = 18.
In base all'"orologio molecolare", questa specie ha iniziato a divergere circa 6,5 milioni di anni fa.
Per questa specie sono riconosciute valide le seguenti varietà:
- Endopappus macrocarpus var. aureus (L.Chevall.) Gómiz
- Endopappus macrocarpus subsp. macrocarpus
- Endopappus macrocarpus subsp. maroccanus  (Jahand., Maire & Weiller) Ibn Tattou